# Fiat 500 Ferrari Edition
La edición especial, limitada y numerada Fiat 500 Ferrari Edition fue presentada en julio de 2008. Únicamente se fabricaron 200 unidades para ser usadas como vehículo de cortesía en la red de concesionarios Ferrari de Europa, 60 de ellas destinadas al Reino Unido. Se basa en la carrocería europea tipo berlina  del Fiat 500 Sport.

## Características

### Motor
Todas las unidades de la edición van asociadas a un motor 1.4 FIRE de 160 CV. Magneti Marelli, empresa del mismo grupo automovilístico, diseñó un nuevo escape con un sonido específico para la edición.

### Exterior
El exterior se distingue por el característico color de los automóviles Ferrari denominado "Rosso Maranello". Las llantas son de aleación de 16 pulgadas, con detalles en rojo y neumáticos específicos con dimensiones 195/45. Las pinzas de freno también son de color rojo, al igual que la carcasa de los espejos retrovisores. Tiene algunos detalles cromados, como las líneas horizontales que recorren la parrilla o el colín del escape, que es doble. Todas las unidades de la edición cuentan con luces antiniebla.

### Interior
El interior de tonos oscuros se combina con detalles exclusivos en color rojo. Así la plancha del salpicadero es del mismo color exterior, los asientos son de piel Poltrona Frau, los pedales son de aluminio y el volante está hecho en cuero con costuras rojas y es específico de la edición. En el salpicadero se encuentra la placa identificativa con la denominación de la edición y el número de unidad. Denominación que también se puede encontrar en el umbral inferior de las puertas.

### Equipamiento
Además del equipamiento presente en el Fiat 500S, la edición Ferrari suma equipo de audio de alta fidelidad, climatizador automático y techo abrible eléctricamente.